# Myles Pollard
Myles Pollard es un actor australiano, conocido por haber interpretado a Nick Ryan en la serie australiana Mcleod's Daughters.  

## Biografía
Myles se crio en las remotas comunidades de Australia Occidental, donde su padre era director de una escuela y su madre enseñaba música. Myles tiene dos hermanos, su hermano mayor Andrew y su hermana menor Simone que es bombero. Myles toca el piano, la quitarra, el bajo y la trompeta.
Se graduó en la universidad con un grado en comunicación y en 1998 después de tres años se graduó en actuación de la prestigiosa escuela australiana  National Institute of Dramatic Art (NIDA ).
En octubre del 2006 se casó con la presentadora del meteorología, Brigitta Wuthe, en una ceremonia celebrada en Shelley Cove en Dunsborough, una playa al sur de Australia Occidental. A la boda asistieron familiares y amigos más cercanos, entre ellos sus amigos Aaron Pedersen y Sam Worthington.
El sábado 14 de octubre de 2007, nació su primer hijo Ronin Wilson Pollard.

## Carrera
Uno de sus primeros trabajos fue en la serie policíaca Wildside en 1999 donde dio vida a Roger Parnesi.
Entre otras de sus apariciones en televisión de 1999 al 2001 se encuentran Invincible donde interpretó a Paul Beck, Water Rats y All Saints donde apareció en dos episodios como Robert Ford.
En el 2001 obtuvo el papel de Nick Ryan en la aclamada serie australiana Mcleod's Daughters, personaje que interpretó hasta el 2006, cuando Nick decidió mudarse a Argentina con su esposa Tess Mcleod y su hija. Dicha interpretación lo hizo merecedor a dos nominaciones a los premios Logie en el 2003 y el 2004 por " Most Popular Actor". 
En el 2007 interpretó al abogado Dane Jordans en otra exitosa serie australiana, Home and Away.
Entre sus trabajos en el 2008 se encuentran sus interpretaciones como Paul en la serie Packed to the Rafters, Henry Dupont en la serie Double Trouble y su participación en la puesta en escena Mistero Buffo donde dio vida a diversos personajes.
En el 2009 tuvo una pequeña participación en la película X-Men Origins: Wolverine junto a Hugh Jackman. 
Ese mismo año participó en la serie Underbelly: A Tale of Two Cities donde interpretó al detective Phil De La Salle.
El 9 de julio de 2015 se unió al elenco recurrente de la popular serie Home and Away donde dio vida al médico James Edmunds, hasta el 20 de octubre de 2015 después de que su personaje se fuera, luego de que Ruth "Roo" Stewart (Georgie Parker) rompiera con él tras descubrir sus mentiras.

## Filmografía[6]

### Series de televisión
| Año         | Título                           | Personaje                  | Notas                         |
| ----------- | -------------------------------- | -------------------------- | ----------------------------- |
| 2015        | Home and Away                    | James Edmunds              | 24 episodios                  |
| 2011        | Sea Patrol                       | Stuart White               | 2 episodios                   |
| 2010        | Rescue Special Ops               | Steve "Mack" MacPherson    | 4 episodios                   |
| 2009        | East West 101                    | John Woodhouse             | episodio "The Lost Boy"       |
| 2009        | Underbelly: A Tale of Two Cities | Detective Phil De La Salle | 4 episodios                   |
| 2008        | Double Trouble                   | Henry Dupont               | 13 episodios                  |
| 2008        | Packed to the Rafters            | Paul                       | episodio "Removing the Block" |
| 2007        | Home and Away                    | Dane Jordans               | 9 episodios                   |
| 2001 - 2006 | Mcleod's Daughters               | Nick Ryan                  | 124 episodios                 |
| 1999        | Water Rats                       | Robert Haig                | episodio "Free as a Bird"     |
| 1999        | Wildside                         | Roger Parnesi              | episodio # 2.17               |
| 1999        | All Saints                       | Robert Ford                | 2 episodios                   |

### Películas
| Año  | Título                   | Personaje             | Notas                                                                                        |
| ---- | ------------------------ | --------------------- | -------------------------------------------------------------------------------------------- |
| 2013 | Factory 293              | Grigor                | -                                                                                            |
| 2013 | Foreshadow               | Det. Michael Monaghan | junto a Ben Mortley, Melanie Lyons, Nina Deasley y Simon Lockwood                            |
| 2013 | The Turning              | Dan                   | junto a Hugo Weaving, Rose Byrne, Miranda Otto, Susie Porter, Callan Mulvey y Mirrah Foulkes |
| 2013 | Drift                    | Andy Kelly            | junto a Sam Worthington y Xavier Samuel                                                      |
| 2012 | Thrist                   | Boyce                 | junto a Tom Green, Hanna Mangan Lawrence y Victoria Haralabidou                              |
| 2010 | Tucker and Dale vs Evil  | Hillbilly Kid         | junto a Philip Granger y Brandon Jay McLaren                                                 |
| 2009 | X-Men Origins: Wolverine | Phelan                | -                                                                                            |
| 2008 | Four                     | Vincent               | corto - junto a Don Hany, Krew Boylan y David Lyons                                          |
| 2001 | Invincibles              | Paul Beck             | junto a Byron Mann                                                                           |
| 2001 | Playing Hard to Get      | Novio                 | junto a John Schwartz                                                                        |
| 1997 | The Tower                | Gilbert               | -                                                                                            |

### Productor
| Año  | Película   | Notas                 |
| ---- | ---------- | --------------------- |
| 2012 | Drift      | productor             |
| 2009 | Redemption | compositor y pianista |

### Teatro[8]
| Año  | Obra                          | Personaje              | Director (a)       | Teatro                      | Notas                                                  |
| ---- | ----------------------------- | ---------------------- | ------------------ | --------------------------- | ------------------------------------------------------ |
| 2014 | The Winter's Tale             | Leontes                | John Bell          | -                           | -                                                      |
| 2012 | Boy Gets Girl                 | Tony Ross              | Adam Mitchell      | Black Swan State Theatre    | -                                                      |
| 2011 | A Midsummer Night's Dream     | Theseus                | Kate Cherry        | Black Swan State Theatre    | -                                                      |
| 2009 | The True Story of Butterfish  | Curtis Holland         | Andrew Ross        | Brisbane Powerhouse Theatre | junto a Caroline Brazier y Nathaniel Dean              |
| 2009 | The Glass Menagerie           | Jim                    | Kate Cherry        | Playhouse Theatre           | junto a Melanie Munt y Steve Turner                    |
| 2008 | Mistero Buffo                 | Varios Personajes      | Bill Blaikie       | Belvoir St. Theatre         | junto a Douglas "Doug" Blaikie                         |
| 2005 | End of the Rainbow            | Mickey Danes           | Wayne Harrison     | Ensemble Theatre            | junto a Paul Goddard y Caroline O'Connor               |
| 2005 | Love Letters                  | Andrew Makepeace       | John Clarke        | NIDA Theatre                | junto a Lisa Chappell, Bridie Carter y Jessica Napier  |
| 2000 | Mojo                          | Frankie                | Morgan O'Neill     | Wandering Wolf              | junto a Douglas Blaikie, Ben Mortley y John Schwartz   |
| 2000 | A Lie of the Mind             | -                      | Kevin Jackson      | -                           | junto a Paul Bertram, Genevieve Hegney y Peter Knowles |
| 2000 | Pan                           | Nigel Mullins          | John Banas         | Trinbay Pty Ldt             | -                                                      |
| 1999 | Romeo and Juliet              | Tybalt/Fraile Lawrence | Wesley Enoch       | Civic Theatre               | junto a Wayne Blair, Bojana Novakovic y David Whitney  |
| 1998 | The Front Page                | -                      | Walter Burns       | NIDA Theatre                | -                                                      |
| 1998 | Assassins                     | Samuel                 | -                  | NIDA Theatre                | -                                                      |
| 1998 | God's Best Country            | Caballo                | -                  | NIDA Theatre                | -                                                      |
| 1997 | Family Running For Mr. Whippy | -                      | -                  | NIDA Theatre                | -                                                      |
| 1997 | Nicholas Nickleby             | -                      | -                  | NIDA Theatre                | -                                                      |
| 1997 | Othello                       | Brambantio             | -                  | NIDA Theatre                | -                                                      |
| 1997 | Chekov In Yalta               | Stanislavski           | -                  | NIDA Theatre                | -                                                      |
| 1996 | Furious                       | Rolland                | -                  | NIDA Theatre                | -                                                      |
| 1996 | The Song Room                 | Tom                    | -                  | NIDA Theatre                | -                                                      |
| 1995 | King Lear                     | Edmond                 | Roseanne Macnamara | NIDA Theatre                | -                                                      |

## Premios y nominaciones
| Año  | Categoría          | Premio             | Serie              | Resultado |
| ---- | ------------------ | ------------------ | ------------------ | --------- |
| 2004 | Most Popular Actor | Silver Logie Award | Mcleod's Daughters | Nominado  |
| 2003 | Most Popular Actor | Silver Logie Award | Mcleod's Daughters | Nominado  |